# Bla Bla (casa discografica)
La Bla Bla è stata una casa discografica indipendente fondata da Pino Massara nel 1970 e attiva fino al 1976, con sede in Galleria del Corso, 4 a Milano. Aveva una propria casa editrice musicale, omonima.

## Storia

### La fondazione e le prime uscite
Pino Massara, autore e produttore di successo nel panorama della musica leggera italiana degli anni '60, decise nel 1970 di fondare una casa discografica. Il suo obiettivo era di creare un ambiente dove gli artisti fossero liberi di esprimere le loro qualità, fuori dai canoni che solitamente imponevano le case discografiche di punta. Il nome Bla Bla fu scelto per risultare informale e al contempo indicare che gli artisti coinvolti avevano qualcosa da dire.
Inizialmente l'etichetta non seguiva un corso preciso, infatti le prime pubblicazioni conosciute sono piuttosto eterogenee. Nicola Arigliano fu tra i primi a incidere per la Bla Bla. Era già legato artisticamente a Massara, che nel 1959, quand'era ancora un autore agli esordi, aveva scritto per lui il successo I Sing "Ammore". Uno dei primi LP pubblicati fu un disco di poesie recitate dal paroliere milanese Luciano Beretta, intitolato Il poeta e l'amore. In questo periodo la distribuzione dei dischi era affidata alla Phonogram.
Un altro disco pubblicato agli esordi dell'etichetta fu In una sera/Fiore, inciso da "I Migrants", gruppo formatosi a Forlì nel 1968 con Giuliano Capacci come leader. Nel 1971 pubblicarono un secondo singolo, cantato in inglese: Run Billy Run/Come Around, sotto il nome "Well's Fargo". In entrambi c'è il coinvolgimento di Fausto Leali, autore di Fiore e di Run Billy Run. Leali interpretò, inoltre, la seconda canzone nel suo album Run... Fausto, Run.... Nel 1972 fu ristampato il primo singolo de "I Migrants" come 45 giri promozionale, accreditandolo, però, al gruppo dei Capsicum Red, sebbene le incisioni fossero quelle originali.
Nel corso del 1971 la Bla Bla pubblicò quasi esclusivamente brani cantati in inglese, poi raccolti nella compilation Tarzan l'anno seguente. Massara desiderava infatti presentare i suoi artisti emergenti come se fossero delle band anglofone affermate all'estero. Questa strategia funzionò particolarmente con il singolo Ocean/She's a Stranger, inciso dai Capsicum Red, che risultò il maggiore successo commerciale conseguito dalla Bla Bla.

### Il coinvolgimento di Battiato e della Al.Sa.
Tra i primi artisti a firmare un contratto con l'etichetta ci fu anche il cantautore Franco Battiato, che aveva già lavorato con Massara nel 1969 alla realizzazione del singolo Lume di candela per la cantante Daniela Ghibli. Inizialmente entrò a far parte del gruppo degli Osage Tribe come voce solista, insieme a Bob Callero (basso), Marco Zoccheddu (chitarra) e Nunzio Favia (batteria). Questa formazione incise il singolo Un falco nel cielo/Prehistoric Sound, lo stesso brano con testo in italiano e in inglese.
Massara apprezzava particolarmente le doti di Battiato, sia come autore che come interprete, e capitò spesso che i due collaborassero alla scrittura e alla produzione di lavori pubblicati dalla Bla Bla. A volte Massara si firmava con pseudonimi, come "Ed de Joy" e "Colonnello Musch". Anche sua moglie, Maria Rosa "Rossella" Conz, fu un'importante autrice dell'etichetta, scrivendo molti testi delle canzoni pubblicate.
Il singolo del 1971 Hot Rock/Madness dei Black Sunday Flowers, formazione jazz con Ghigo Agosti, segnò due novità per la Bla Bla. Da questo disco in poi, infatti, la distribuzione venne svolta dalle Messaggerie Musicali e fu anche l'inizio della collaborazione con l'agenzia di grafica pubblicitaria Al.Sa. di Sergio Albergoni e Gianni Sassi, che curò la copertina del singolo. Essa raffigurava un cervello trafitto da una siringa, un'immagine molto trasgressiva per l'epoca, che definì lo stile utilizzato nelle copertine più famose dei successivi dischi della Bla Bla.

### La fase progressive
Dopo aver concluso l'esperienza come membro degli Osage Tribe, Battiato decise di dedicarsi alla musica elettronica, realizzando, con l'ausilio del pionieristico sintetizzatore VCS3, l'album Fetus, pubblicato all'inizio del 1972. Quest'uscita rappresentò una svolta per l'etichetta, che da lì in avanti produsse principalmente dischi di rock progressivo e musica d'avanguardia. Si raggiunse così un discorso musicale di maggiore qualità, anche se di difficile collocazione commerciale.
Gli artisti di punta di questo secondo periodo furono:
- Franco Battiato, che nei suoi anni alla Bla Bla pubblicò cinque LP molto diversi tra di loro, indice di una voglia continua di sperimentare nuove forme musicali, incoraggiata dalla totale libertà che gli concedeva Massara. Il suo album di maggior successo di questo periodo fu Pollution, dalle sonorità vicine al rock progressivo, che rientrò nella classifica annuale degli LP più venduti.[11][12]
- Gli Aktuala di Walter Maioli, autori di tre LP che fondono insieme avanguardia e ricerca etnomusicologica, applicando la tradizione musicale occidentale a strumenti, ritmi e sonorità tipiche delle culture africane e asiatiche.[13]
- Gli Osage Tribe, che dopo l'uscita di Battiato dalla band realizzarono l'album Arrow Head, tra i migliori esempi di hard rock italiano del periodo.[14][15]
- I Capsicum Red, che nei primi due 45 giri erano in realtà composti dal solo Bruno "Red" Canzian accompagnato da turnisti di sala. Diventarono un gruppo vero e proprio per l'LP Appunti per un'idea fissa, la cui prima facciata presenta un'elaborata rielaborazione della Patetica di Beethoven. Successivamente Red Canzian ottenne fama come bassista dei Pooh.[8]
- Genco Puro & Co., che non era un vero e proprio gruppo, ma uno pseudonimo di Antonio Riccardo Pirolli, in precedenza membro dei "Cristalli fragili". Diede alle stampe un primo 45 giri La famiglia/Beato te di stampo vagamente rock-beat, per poi incidere il suo unico LP Area di servizio. L'album fu registrato in pochissimi giorni per far raggiungere alla Bla Bla un numero minimo di pubblicazioni, necessarie per poter partecipare al concorso Un disco per l'estate.[16][17] Tutti i brani sono caratterizzati da sonorità molto elettroniche, dovute al VCS3 di Battiato, che interviene nel disco come autore, tastierista e seconda voce.[18]

La Bla Bla pubblicò anche i primi lavori di Roberto "Juri" Camisasca e alcuni 45 giri incisi dal cabarettista Gino Bramieri e dalla cantante affermata Betty Curtis. Per il singolo Donna/Innamorarsi no! di quest'ultima, fu utilizzato un numero di catalogo apposito, ripreso dalle sue iniziali: BC 201. Tuttavia questa rimase l'unica uscita della "serie", visto che Curtis non incise altri dischi per l'etichetta.

### L'accordo con la Ricordi e gli ultimi anni
Nel gennaio del 1974 Pino Massara si recò alla fiera musicale Midem di Cannes. Lì incontro Frank Zappa a cui regalò l'album Pollution di Battiato. Zappa ne rimase entusiasta e si prodigò a parlarne bene nel corso della fiera, definendo Battiato un genio. Questa buona pubblicità attirò l'attenzione della Dischi Ricordi che decise di occuparsi da allora in poi della distribuzione dei dischi di Battiato e quindi della sua etichetta. L'accordo però si rivelò sfavorevole per la Bla Bla, visto che poco dopo averlo siglato ci fu un lungo sciopero nei magazzini della Ricordi, che bloccò le nuove uscite discografiche per tre mesi. Questo provocò grosse perdite economiche per l'etichetta di Massara, che non riuscì più a risollevarsi completamente.
Lo stesso anno venne stretto anche un accordo con l'etichetta internazionale Island Records, che nel 1975 pubblicò in Inghilterra e in Spagna l'album Clic di Battiato, con una selezione di brani diversa dall'edizione italiana. In cambio la Bla Bla pubblicò un LP del catalogo della Island: Tibetan Bells di Henry Wolff, Nancy Hennings e Drew Gladstone, album antesignano del genere new age, originariamente uscito nel 1972.
Nel 1976 la Bla Bla, a causa di un continuo bilancio in perdita, dovette cessare ogni attività relativa a nuove produzioni o uscite, anche se alcuni dischi già in catalogo continuarono a essere stampati per qualche tempo e rimasero reperibili come fondi di magazzino. La Ricordi stipulò quindi un contratto con Battiato e pubblicò i suoi tre album successivi. Ristampò, inoltre, all'interno della serie economica Orizzonte il suo album M.elle le "Gladiator" e il doppio vinile antologico Feed Back, suddividendolo nei due volumi 1972 Fetus/Pollution e 1974 Sulle corde di Aries/Clic.
Nei primi anni '90 la Artis Records pubblicò per la prima volta su CD molti degli album della Bla Bla, registrando l'audio dai vecchi vinili, poiché l'etichetta non era in possesso dei master originali. Negli anni successivi uscirono nuove ristampe, spesso con una qualità audio migliore, edite dalle etichette BMG Ricordi, BTF-VM2000 e GDR.
Il marchio Bla Bla venne riutilizzato, con un nuovo logo, da Massara per pubblicare il suo album Quest'anno voglio navigare del 1995.

## Produzione e grafiche
Come tutte le piccole case discografiche, anche la Bla Bla era poco più che un'etichetta. Esternalizzava, infatti, tutto il ciclo produttivo del disco: dall'incisione in studio, fino alla distribuzione nei negozi, ogni fase, compresa la creazione della grafica, lo stampaggio di vinili e copertine, era affidata a soggetti e aziende esterne, diverse nel tempo. L'incisione degli acetati di prova avveniva in studi specializzati, quale all'epoca lo studio Regson di via Ludovico il Moro 57 a Milano.
Alcune copertine furono realizzate da Gianni Sassi e dalla sua agenzia Al.Sa., impiegando immagini dal forte impatto visivo (un feto su carta da macellaio per Fetus o degli scarafaggi su un fiore di magnolia per il singolo di Springfield), incorniciate da decori ispirati allo stile Liberty. Per la stampa dei dischi e delle copertine ci si affidava a laboratori esterni, fra i quali il reparto tipografico della CBS e della Sugar. Molti dei singoli presentavano copertine apribili, con all'interno lo spartito del brano principale o di entrambi.
Furono in uso due grafiche d'etichetta. La prima, con colori giallo-arancioni sfumati, ricordava vagamente un sole al tramonto e fu in uso su tutte le emissioni, LP e 45 giri, del 1970/71. Dal 1972 entrò in uso una seconda etichetta, con colori verdi e una grafica di gusto floreale. Le due etichette sui singoli si alternavano senza una logica precisa: non tutte le uscite prog o d'avanguardia erano in verde e non tutte le uscite di musica leggera erano in giallo-arancio. Talvolta entrambe le etichette venivano usate per stampe diverse dello stesso disco (ad esempio La convenzione/Paranoia di Battiato).

## Logo
Il suo logo consiste in un cerchio con all'interno due curve che, partendo a sinistra dalla linea diametrale, procedono verso destra, allontanandosi. Il diametro è tracciato con una linea seghettata, che prosegue a destra fuori dal cerchio, interrotta dalle due parole "bla bla".

## Pubblicazioni

### Album
Serie BBXL

Album più vicini alla musica d'avanguardia.
| Numero di catalogo | Anno | Interprete                                   | Titoli                |
| ------------------ | ---- | -------------------------------------------- | --------------------- |
| BBXL 10001         | 1972 | Franco Battiato                              | Fetus                 |
| BBXL 10002         | 1973 | Franco Battiato                              | Pollution             |
| BBXL 10003         | 1973 | Franco Battiato                              | Sulle corde di Aries  |
| BBXL 10004         | 1974 | Aktuala                                      | La terra              |
| BBXL 10005         | 1974 | Juri Camisasca                               | La finestra dentro    |
| BBXL 10006         | 1974 | Franco Battiato                              | Clic                  |
| BBXL 10007         | 1974 | Henry Wolff, Nancy Hennings e Drew Gladstone | Tibetan Bells         |
| BBXL 10008         | 1975 | Franco Battiato                              | M.elle le "Gladiator" |
| BBXL 10009         | 1976 | Aktuala                                      | Tappeto volante       |
| BBXL 10010         | 1976 | Franco Battiato                              | Feed Back             |

Serie BBL

Album più vicini al rock progressivo.
| Numero di catalogo | Anno | Interprete       | Titoli                    |
| ------------------ | ---- | ---------------- | ------------------------- |
| BBL 11051          | 1972 | Capsicum Red     | Appunti per un'idea fissa |
| BBL 11052          | 1972 | Osage Tribe      | Arrow Head                |
| BBL 11053          | 1972 | Genco Puro & Co. | Area di servizio          |
| BBL 11054          | 1973 | Aktuala          | Aktuala                   |

Altre serie
| Numero di catalogo | Anno | Interprete                       | Titoli                          |
| ------------------ | ---- | -------------------------------- | ------------------------------- |
| BBR 007            | 1970 | Luciano Beretta e Walter Camurri | Il poeta e l'amore              |
| BOP 90001          | 1972 | AA.VV.                           | Tarzan                          |
| BOP 90002          | 1973 | Luciano Brandi e Fiorella Brandi | ...e dopo ci facciamo un liscio |

### Singoli
Stampa promozionale
| Numero di catalogo             | Anno | Interprete           | Titoli                                         |
| ------------------------------ | ---- | -------------------- | ---------------------------------------------- |
| BBR 1303                       | 1970 | Nicola Arigliano     | La prima notte/L'amore viene e se ne va        |
| BBR 1304                       | 1970 | I Migrants           | In una sera/Fiore                              |
| BBR 1305                       | 1970 | Gino Bramieri        | Le mani/Bele                                   |
| BBR 1306                       | 1971 | Capsicum Red         | Ocean/She's a Stranger                         |
| BBR 1308                       | 1971 | Black Sunday Flowers | Hot Rock/Madness                               |
| BBR 1309                       | 1971 | Well's Fargo         | Run Billy Run/Come Around                      |
| BBR 1319                       | 1971 | Gigi D'Auria         | Sacrilegio/A' Santanotte                       |
| BBR 1322                       | 1971 | Capsicum Red         | Tarzan/Shangrj-La                              |
| BBR 1323                       | 1971 | Osage Tribe          | Un falco nel cielo/Prehistoric Sound           |
| BBR 1324                       | 1972 | Genco Puro & Co.     | La famiglia/Beato te                           |
| BBR 1326                       | 1972 | Nicola Arigliano     | Tirami in su la vita/L'improvvisata            |
| BBR 1327                       | 1972 | Flavia               | Le farfalle nella notte/Felicità               |
| BBR 1328                       | 1972 | Genco Puro & Co.     | Sahara/Annamaria                               |
| BBR 1329                       | 1972 | H.E.I. Giona         | Tanto, tanto, tanto/Ho perso il treno con Nina |
| BBR 1330                       | 1972 | Franco Battiato      | Energia/Una cellula                            |
| BBR 1331                       | 1972 | Colonnello Musch     | Cacao/Colonnello Musch                         |
| BBR 1332                       | 1972 | Capsicum Red         | In una sera/Un fiore                           |
| BBR 1333 (etichetta arancione) | 1972 | Battiato Pollution   | La convenzione/Paranoia                        |
| BBR 1333 (etichetta verde)     | 1972 | Franco Battiato      | La convenzione/Paranoia                        |
| BC 201                         | 1973 | Betty Curtis         | Donna/Innamorarsi no!                          |
| BBR 1334                       | 1973 | Springfield          | Love/Soldier                                   |
| BBR 1335                       | 1973 | Genco Puro & Co.     | Frontiere/A San Francisco                      |
| BBR 1336                       | 1973 | Ixo                  | Walk on my Way/Don't Look at Me                |
| BBR 1337 (etichetta arancione) | 1973 | Gino Bramieri        | Quella sera con la luna/Tirami in su la vita   |
| BBR 1337 (etichetta verde)     | 1973 | Gino Bramieri        | Quella sera con la luna/Tirami in su la vita   |
| BBR 1338                       | 1973 | Zeudi Araya          | Oltre l'acqua del fiume/Maryam                 |
| BBR 1339                       | 1975 | Juri Camisasca       | La musica muore/Metamorfosi                    |
| BBR 1340                       | 1975 | Peter Bewley         | It's Alright Bill/Smile Again                  |
| BBR 1341                       | 1975 | Juri Camisasca       | Himalaya/Un fiume di luce                      |

### Brani editi da Edizioni Musicali Bla Bla
| Anno | Interprete        | Brano                   | Pubblicazione                 | Etichetta discografica |
| ---- | ----------------- | ----------------------- | ----------------------------- | ---------------------- |
| 1971 | Mina              | Le farfalle nella notte | Mina                          | PDU                    |
| 1972 | Donatella Moretti | La filovia              | Conto terzi                   | King Universal         |
| 1972 | Osage Tribe       | Crazy Horse             | Prehistoric Sound/Crazy Horse | Ekipo                  |
| 1974 | William           | Hey, Hey, Hey           | Hey, Hey, Hey/Gulliver        | M2                     |
| 1974 | William           | Gulliver                | Hey, Hey, Hey/Gulliver        | M2                     |
| 1976 | Los Santamara     | Mburucumbà              | Por dos besos/Mburucumbà      | M2                     |